# ダイヤの国のアリス〜Wonderful Wonder World〜
『ダイヤの国のアリス〜Wonderful Wonder World〜』（ダイヤのくにのアリス ワンダフルワンダーワールド）は、2012年12月20日にQuinRoseから発売されたPSP用恋愛アドベンチャーゲーム（乙女ゲーム）で、不思議の国のアリスをモチーフとした『ハートの国のアリス〜Wonderful Wonder World〜』（ハートのくにのアリス ワンダフルワンダーワールド）作品のシリーズ。本項ではパラレル作品である『ダイヤの国のアリス〜Wonderful Mirror World〜』（ダイヤのくにのアリス ワンダフルミラーワールド）についても扱う。

## 概要
QuinRose社一の長寿作品である本シリーズであったが、本作よりシナリオは五月攻のままながら、『クローバーの国のアリス』（PC）までのひめりんごの画風での原画から、藤丸豆ノ介に一新。以降、ゲーム原画や特典冊子のコミック・公式ファンブック・グッズに至るまで、全てを藤丸豆ノ介が担当している。
また、ストーリーとしては『ジョーカーの国のアリス〜Wonderful Wonder World〜』（ジョーカーのくにのアリス ワンダフルワンダーワールド）の続編に当たる本作だが、発売順としての前作である『おもちゃ箱の国のアリス〜Wonderful Wonder World〜』（おもちゃばこのくにのアリス ワンダフルワンダーワールド）よりターン制からマルチエンディングのノベル形式へとシステムが変更されたのを受けて、搭載機能（文字スキップ速度や既読表示など）や各ボタンの機能割り振りなどが整備。機能・操作方式はPCから多数ハードへの移植が始まってからというもの毎回バラバラという、長きに渡る迷走状態であったものが解消され、同シリーズは勿論ながら同社の他シリーズに至るまでがこの方式で統一された。

## ストーリー
ハートの国とクローバーの国での日々を“ハートの城”で過ごしていた主人公がふと気付くと、再び起こった引っ越しによってたった1人で新たな地―“ダイヤの国”へと飛ばされていた。ひとまず各領地を訪ね歩く主人公だったが、再会した旧知の住人達は誰1人として主人公を知らないという。主人公と出会う前の住人達の“過去”であり、少し違う時間軸―“ifの世界”であるダイヤの国は、勢力間の均衡がなく、抗争が頻発するより物騒な国でもあった。主人公は特定の誰かとの恋愛には発展していなかったものの、ある程度親しかったはずの住人達との関係がリセットか警戒心からマイナス状態、あるいは新規の住人と出会うという設定で物語をスタートする。新天地での滞在先と働め口を得た主人公はやがて、見覚えのある謎の車掌―ジョーカーが現れる汽車の夢に、度々惑わされるようになる…。
『ミラー』では、これまでの主人公の滞在地がハートの国では時計塔、クローバーの国ではクローバーの塔であったと変更され、滞在不可能な領土が“駅”から“帽子屋屋敷”となっているため、主要キャラの交代によるシナリオの違いはあるものの『ダイヤ』と舞台や設定は同じくしている。

## 登場人物
一部キャラクターの詳細は、登場人物を参照。
アリス＝リデル (Alice Liddell)
声 - 釘宮理恵（劇場版アニメ・一部ドラマCDのみ）
年齢：特殊なので設定せず / 血液型：A型 / 身長：160cm前後
主人公。名前は変更可能。
恋愛事に鈍く、やや卑屈なリアリスト。元の世界を捨てて残った異世界でも、率先して職を求めるしっかり者。『ダイヤ』ではずっと“ハートの城”、『ミラー』ではハートの国で時計塔、クローバーの国でクローバーの塔に滞在していた。いずれも『ジョーカー』での記憶が欠落していることに無自覚なため、『クローバー』から飛ばされて来たと思い込んでいるため、時折断片的に蘇る『ジョーカー』での記憶に戸惑う。これまでの長い滞在経験は、引っ越しへの免疫など精神的な面だけでなく、肉体にも変化を与えており、時折不可解な現象も起こすようになる。
青いエプロンドレス姿の普段着に加え、『ダイヤ』の測量会では、会合時と同じ夜を思わせる暗色のドレス。『ミラー』のレース鑑賞時は青い半袖ジャケットに白いブラウスとマーメイドラインのスカート、参戦時は青の長袖ジャケットに白いショートパンツ姿を披露している。

### 主な役持ち
この世界において、顔がハッキリと誰にでも見え、高い戦闘力や身体能力・特殊技能を持つ、数少ない特権階級のキャラクター。皆フルネームとは別に通り名か、それに変わる役職名を持つ（詳しくは作中用語の項目参照）。
ブラッド＝デュプレ (Blood Dupre)
声 - 小西克幸
年齢：25〜28歳（便宜上） / 血液型：B型（便宜上） / 身長：185〜190cm
貴族のように立派な領地を有するがマフィア―“帽子屋”ファミリー（領土の項目参照）のボス。主人公の元恋人であった家庭教師にそっくりの容姿と声を持つが、退屈と面倒と「オレンジ色の食物」―にんじんやそれを使った料理が大嫌いな策士。『ダイヤ』や『ミラー』でも紅茶と薔薇を愛して珈琲の香りを疎み、主人公とは読書家・チェス仲間となるのは同じだが、この過去の国ではまだ帽子屋ファミリーが発展途上であるだけに、ボスとして若いのかこれまでの泰然とした体がなく、若干心境の変化が分かり易くなっている。しかし『ミラー』では唯一人、いち早く主人公が他の時間軸からやって来た自身の友であると見抜き、仮の宿を提供するなどの敬意を表する観察眼の鋭さは健在。“ハートの女王”―ビバルディの実弟だが、この世界の者には極秘事項。
エリオット＝マーチ (Elliot March)
声 - 最上嗣生
年齢：22〜25歳（便宜上） / 血液型：A型（便宜上） / 身長：195〜200cm
“三月ウサギ”の通り名を持つ、帽子屋ファミリーのNo.2。かつて友人の時計の破壊という大罪を犯して投獄されていたが、ブラッドによって脱獄。以来、ウサギであることは完全否定で“ブラッドの犬”を自称している。また、常に大好きなにんじん料理やにんじん菓子の食事のみなところは相変わらずだが、子供のような素直さで主人公に懐いていた以前とは違い、『ダイヤ』や『ミラー』では見知らぬ新参者＝怪しいと認識している主人公に警戒心を剥き出しにする。ブラッドの片腕としてまだ未熟で、迂闊な発言が多いため、以前よりもブラッドからステッキなどでよく打ち据えられているが、心身共にあまり堪えていない。
トゥイードル＝ディー、トゥイードル＝ダム (Tweedle Dee,Tweedle Dum)
声 - 福山潤（2役）
年齢：18〜21歳（便宜上 / ダイヤ時）、13〜16歳（便宜上 / ミラー時） / 血液型：AB型（便宜上） / 185〜190cm（ダイヤ時）、身長：155〜160cm（ミラー時）
“血まみれの双子（ブラッディ・ツインズ）”の二つ名を持つ、“帽子屋屋敷”（領土の項目参照）の雇われ門番達。青い服と瞳で休暇にこだわり、ハキハキ喋るのがディー。ピンクがかった赤い服と瞳でお金にこだわり、のんびりした口調なのがダムなのにも変わりはないが、『ダイヤ』では子供のような無邪気さと、人を傷つけることに喜びを見出す猟奇的な面、そして計算高さを持つ双子の青年。その姿は『クローバー』での会合時の大人姿そのままで、ディーは長髪を青い紐で結い、ダムは以前通りの長さだが前髪を赤と青のクロスにしたピンで留めている。『ダイヤ』ではずっとこの大人姿なので子供姿を知る者はいないが、逆に『ミラー』では子供姿であることを謳歌しており、大人姿になることには意味を見出せない様子。
クリスタ＝スノーピジョン (Crysta Snowpigeon)
声 - 小林沙苗
年齢：26〜29歳（便宜上 / 大人時）、10〜12歳（便宜上 / 子供時） / 血液型：O型（便宜上） / 身長：165〜170cm（大人時）、140〜155cm（子供時）
“ダイヤの城”（領土の項目参照）のたおやかな“ダイヤ（白）の女王”。『ダイヤ』においてはゲームの主催者（作中用語の項目参照）として、“測量会”（作中用語の項目参照）を開催する。趣味は猟銃による狩りとトラップ作りと氷漬け。自在に冷気を操り、どんな物も凍らせたりその後に瞬時に粉砕出来る能力を使い、希少な品を独自のこだわりに基づいて凍らせては城の一室にコレクションしている。そのため、虎視眈々と稀有な人種であるナイトメアを狙っており、“駅”（領土の項目参照）への攻撃には非常に精力的。余所者として未だ希少である主人公のことも気に入ってフランクに接したかと思うと、悪戯と称して過激なトラップを仕掛けて楽しむ。外見に反し、無邪気に争いを面白がる子供のような酷薄さ、冷静な判断力と鋭い洞察力を併せ持つが、“黒ウサギ”―シドニーから何かと逃げ回っては怒らせてしまう甘え下手。かつてはハートの城同様、臆病ながらも存在した“ダイヤの王”がいつしか姿を消したことについては、誰もが絶対君主であるクリスタを恐れてその行方を明確にしようとはせず、公然の秘密と化している。ペーターに対するシドニー程にあからさまな対抗意識や敵愾心はないが、ビバルディへの嫌悪感はある様子。
背を覆って緩く波打つ豊かな髪と胸の、楚々とした美女。しかし身軽なのがお気に入りで、遊びの時には専らおかっぱ頭の幼女姿をしている。その姿は愛くるしいと主人公には好評だが、威厳がないとシドニーにはよく叱られており、公式な場では大人姿でいることが多い。普段は金の刺繍入りの黄色掛かったローブ状のドレスで、右耳上に白百合を飾っており、鎖骨の下に黄色いダイヤのタトゥーがある。
シドニー＝ブラック (Sidney Black)
声 - 鳥海浩輔
年齢：18〜23歳（便宜上） / 血液型：A型（便宜上） / 身長：175〜180cm
ダイヤの城で宰相を務める“黒ウサギ”。忠臣として常にその身を案じているクリスタや主人公に対して、素直に好意的な言動が取れず、常に苛々して嫌味ばかりな毒舌家のツンデレ。とにかく白が大嫌いで、同じように城の宰相職を務めるウサギながら、自身とは全く正反対な性格で真っ白なペーターに激しい対抗意識を燃やしている。それにより、ペーターに溺愛されている主人公にも敵意を向ける、ややヒステリックな性格。黒至上主義を唱え、何でも黒にしてしまうことから自身の執務室や私室のインテリア一切が真っ黒。日用品から美術品に至る多くの黒い品を、自身のコレクションルームに収集しては悦に浸っている。自分がウサギであることや優秀さにも固執しており、クリスタのお目付け役の傍ら、宰相職でも多忙を極めるワーカーホリック振り。しかし『ミラー』ではクリスタがエースを引き取ってしまったため、迷子癖に手を焼かされて更にカリカリしている。
チェーンでたすき掛けにした、花柄の文字盤に数字表記の大きな銀時計は、戦闘時に銀の拳銃に転化。モノクルを掛けた右目は赤、左目が黒のオッドアイ。おかっぱにしたストレートの黒髪から垂れた黒い耳は、いつも手入れを欠かさない。ペーター同様、服装や特徴はそのままの、二足歩行で膝丈サイズなロップイヤー種のウサギ姿へも任意で変身可能。
エース (Ace)
声 - 平川大輔
年齢：23～26歳（便宜上）、12〜14歳（便宜上 / ダイヤ時）、15〜17歳（便宜上 / ミラー時） / 血液型：O型（便宜上） / 身長：185〜190cm、155〜160cm（ダイヤ時）、165～170cm（ミラー時）
ハートの城での主人公の同居人だが、酷い迷子癖であまり一緒に居たことはなかった“ハートの騎士”。この世界を管理する“役人”の1つ―“処刑人”（作中用語の項目参照）としての昏い一面も持ち、ダイヤの国にもふらりと現れる。
『ダイヤ』では元同居人の大人エースとは別に、少年エースが“時計屋”―ユリウスの保護下で墓守領に属している。一方、『ミラー』では青年エースはユリウスに墓守領から追い出された後、相変わらずの旅の末に迷い込んだ“ダイヤの城”でクリスタに気に入られて城の預かりとなっており、クリスタの悪戯仲間。表面上は飄々としているがユリウスから引き離されたことに納得出来ず、何かと理由を付けては墓守領へ行こうとする。ダイヤの国のエースはいずれも、顔はあるがまだ役割は持っておらず、ユリウスを害すと判断した者には容赦がない。
髪は大人姿より短く、剣も簡素。服装も赤いロングコートではなく、くすんだ青など暗めの色味の、身軽そうなものを身に着けている。しかし既に、テントやリュックなどのキャンプ用品一式は大人時と同じものを携帯している。
ジェリコ＝バミューダ (Jericho Bermuda)
声 - 小山力也
年齢：30〜35歳（便宜上） / 血液型：O型（便宜上） / 身長：195〜200cm
“ドードー鳥”の通り名を持つ、ダイヤの国の美術館の館長であり、墓地の墓守頭でもある、帽子屋ファミリーと対立するマフィアのボス。親しみやすく気さくな男だが、既に別の軸にいる大多数のジェリコが死んでいることから、先がないことが確定的―“死人”（作中用語の項目参照）といわれ、一部には特別視されている。それ故に、死を意識しない他の住人達よりも主人公に近い感性を持つ。残していく領民達を案じ、少しでもより良い状態を残そうと、常に仕事に奔走している多忙な人物。また、『ミラー』では国名に反して主催者でもあるため、コーカス・ゲームの開催も取り仕切っている。
がっしりとした体躯に、オールバックにした髪、額の右から頬に掛けて十字の古傷2つを持つ。いくつも兼任している仕事の切り替えを服装でしており、館長とボスの時にはデザイン違いのスーツに眼鏡、墓守頭の時にはややミリタリー調のラフな服装にゴーグルで、ランタンを取っ手に下げた大きなスコップをよく手にしている。
ユリウス＝モンレー (Julius Monrey)
声 - 子安武人
年齢：24〜27歳（便宜上） / 血液型：A型（便宜上） / 身長：190〜195cm
かつてはハートの国の中立地帯―“時計塔”（領土の項目参照）の主で、一時は主人公と別れ別れになってしまっていた友人の1人。“時計屋”とも“葬儀屋”とも呼ばれ、この異世界の全住人の命である“時計”（作中用語の項目参照）を修理する役割と時間の管理を担う職人でツンデレ。『ダイヤ』や『ミラー』では主人公と出会っていないユリウスで墓守領に属し、抗争の激しい国で多忙ながらも、すぐに姿を消してしまう少年・青年エースを定期的に探し歩いているので引きこもり色は薄め。『ミラー』では保護者として青年エースを案じているものの、不器用な性格により説明なく青年エースを墓守領から追い出したため、度々青年エースがユリウスを求めて迷子になるので、怒るシドニーの対応と青年エースの捜索に手を焼かされている苦労人。
ボリス＝エレイ (Boris Airay)
声 - 杉山紀彰
年齢：16〜19歳（便宜上） / 血液型：B型（便宜上） / 身長：170〜175cm
どう見てもほぼ人間だが、“チェシャ猫”の青年。元は主人公の友人の1人だったが、過去である『ダイヤ』や『ミラー』では主人公をまだ知らず、“駅”に勝手に住み着いてエンジニアの真似事などをしている。改造・銃（ガン）オタクで無茶な改造が好きなスピード狂なのは変わらず、よく整備と称してとんでもない改造を汽車や荷物運搬カートなどに勝手に施しては、駅長―ナイトメアに怒られている。
ナイトメア＝ゴットシャルク (Nightmare Gottschalk)
声 - 杉田智和
年齢：25〜28歳（便宜上）、10〜12歳（便宜上 / ダイヤ時）、16〜18歳（便宜上 / ミラー時） / 血液型：B型（便宜上） / 身長：175〜180cm、140〜145cm（ダイヤ時）、170〜175cm（ミラー時）
『ダイヤ』の冒頭や『ミラー』で主人公の夢に現れてその身を案じてくれる、夢を司る“夢魔”。『ダイヤ』では少年駅長として、夢への逃走癖と病弱さは健在だが、若干大雑把ながらもやや真面目に仕事をこなしており健気。そのあまりの頼りなさから、ボリスやグレイまでも世話役および部下として取り込みつつある。『ミラー』では主人公と同年代の青年で、既に不遜さは一人前だが、夢で大人ナイトメアに負けるなどの未熟さや繊細さを見せる。大人時の煙草に変わって、アロマテラピーに詳しい。
グレイ＝リングマーク (Gray Ringmarc)
声 - 中井和哉
年齢：24〜27歳（便宜上） / 血液型：A型（便宜上） / 身長：185〜190cm
元はクローバーの塔のナイトメアの補佐官として、『ダイヤ』では主人公の友人、『ミラー』では同居人とそれぞれの冒頭ではされている人物。『ダイヤ』と『ミラー』ではナイトメアに仕える以前の“トカゲ”の通り名を持つ現役暗殺者として、二言目には「殺す」と宣言済みの若きナイトメアの周囲にしょっちゅう出没するが、実際には健康面も業務面も親身に世話して催しにも駅所属として出ていることから、既に当人達以外は危険視するどころかすっかりナイトメアの面倒を任されてしまっている。また、全作共通の「小さくて可愛いもの」にはやはり目がなく、よく捨て猫などの小動物を拾っては、駅で世話を焼いている。主人公も目を見張る程に柄も口も悪いが、相変わらず根は真面目で面倒見の良い喫煙家で、料理の腕も壊滅的。
両腕に革ベルトで装備している短剣二刀流の使い手で、左の首筋の黒トカゲのタトゥーやモノトーンで統一された服装など、『ダイヤ』や『ミラー』でも基本はほぼ変わらないが、開襟したシャツや紫のストールで着崩したルーズなイメージが強くなり、その退廃さが強い印象は以前と異なる。
ジョーカー (Joker)
声 - 石田彰
年齢：24〜27歳（便宜上） / 血液型：AB型（便宜上） / 身長：185〜190cm
主人公からはジョーカーの国ごとその存在を忘れられつつも恐れられている、“サーカス”の団長と“監獄”（作中用語の項目参照）の所長を兼任する“役人”。全く同じ顔で同じように互いをジョーカーと呼び合いながらもあまりに性格の違い過ぎる2人を、主人公は口調の柔らかい方を「ホワイトさん」、人型の時も腰の仮面の時も口が悪い方を「ブラックさん」と呼び分けている。『ダイヤ』では汽車の車掌、『ミラー』では湖の守り手として眠りについた主人公の夢に現れては決断を迫り、主人公を不気味がらせる。
ざんばらの赤毛に赤い瞳で、団長時は道化帽子に黒と赤を基調とした服、所長時は黒い軍服に軍帽で乗馬鞭。『ダイヤ』や『ミラー』では汽車の車掌としての服装もあるが、いずれも左目には眼帯、腰には仮面を付けている。

### その他
ロリーナ＝リデル (Lorina Liddell)
声 - 神田みか
アリスの姉。主人公にとっては理想的な淑女としても病死した母代わりとしても慕われ、元の世界を投げ出したことへの罪悪感と未練の象徴。一方で、主人公が初恋の彼氏にフラれた主因でもあるため、主人公の自己肯定感や恋愛における大きなトラウマにもなっている。
イーディス＝リデル (Edith Liddell)
声 - たなか久美
アリスの妹。無邪気で子供らしい素直な妹だったが、元の世界で主人公とはやや一歩引いた付き合いだった。

## 主題歌
全ての曲において、作詞は五月攻、作曲は鞠が担当。
- ダイヤ
  - オープニングテーマ「Wonderful Wonder World〜dia〜」 - 歌：ヒサノ
- ミラー
  - オープニングテーマ「Wonderful Wonder World〜Mirror〜」 - 歌：ヒサノ
  - エンディングテーマ「Mirror Jewelry」 - 歌：ヒサノ

## CD
全ての曲において、作詞は五月攻、作曲は鞠が担当。

### イメージアルバム
- ダイヤの国のアリス〜Wonderful Wonder World〜 イメージアルバム
  1. Wonderful Wonder World〜dia〜 - 歌:ヒサノ
  2. 二重スパイのアリバイ工作 - 歌:福山潤
  3. Star Tours
  4. 最終時計列車
  5. Rough Diamonds
  6. Crysta
  7. ダイヤの城
  8. Sidney
  9. 退屈ガーデン
  10. エレベーターホール
  11. Twilight
  12. 鏡の廊下
  13. Wave Motion
  14. トリックアート
  15. Jokers timeI
  16. Jokers timeII
  17. Jokers timeIII
  18. ダイヤの城下町
  19. 陽気な機関車
  20. Point of No Return
  21. 黄泉路
  22. 測量会
  23. Cemetery
  24. Jericho
- ダイヤの国のアリス〜Wonderful Mirror World〜 イメージアルバム
  1. Wonderful Wonder World〜Mirror〜 - 歌:ヒサノ
  2. Mirror Jewelry - 歌:ヒサノ
  3. 鏡のとびら
  4. コーカスゲーム
  5. Relax Melodies
  6. ガラスの丘
  7. ひびわれた湖
  8. コロシアム
  9. 棘を刺したゆびさき
  10. Garage
  11. アロマサロン
  12. Garden Party
  13. ラッパを吹きながら
  14. Smooth Vibe〜Mirror〜
  15. Ace〜Mirror〜
  16. Black Magic〜Mirror〜
  17. 二重スパイのアリバイ工作〜Mirror〜
  18. 時限爆弾の看守〜Mirror〜
  19. Skink〜Mirror〜
  20. Gun Mania〜Mirror〜
  21. Jericho〜Mirror〜
  22. Sidney〜Mirror〜
  23. Elliot〜Mirror〜
  24. Rough Diamonds〜Repeat〜

## 関連書籍

### 漫画
- 宙出版発行（ミッシィコミックス）
  - アリスin Junk Box Dia〜藤丸豆ノ介アリスシリーズ短編集〜　作画：藤丸豆ノ介 ISBN：978-4776738923（2014年12月19日）

### 小説
- 講談社X文庫ホワイトハート発行
  - 魚住ユキコ著
    - ダイヤの国のアリス〜Black or Sweets〜 ISBN：978-4062867498（2012年12月27日）
    - ダイヤの国のアリス〜Piece of My Wish〜 ISBN：978-4062867733（2014年12月24日）

  - 市川しんす著　藤丸豆ノ介作画
    - ダイヤの国のアリス〜甘いピンクと恋のチェス〜 ISBN：978-4062867931（2013年11月1日）
- 一迅社文庫アイリス発行
  - 白川紗奈著　文月ナナ作画
    - ダイヤの国のアリス〜ベット・オン・マイ・ハート〜 ISBN：978-4758044028（2013年1月19日）

### その他
- 宙出版発行
  - ダイヤの国のアリス〜Wonderful Wonder World〜 公式ビジュアルファンブック ISBN：978-4776796183（2013年5月28日）
アニメイトでは有償ドラマCD、ステラワースではオリジナルブロマイドが購入時に店舗特典として付属。
  - ダイヤの国のアリス〜Wonderful Mirror World〜 公式ビジュアルファンブック ISBN：978-4776796213（2013年9月24日）
アニメイトでは有償ドラマCD、文教堂・とらのあな・ステラワースではオリジナルブロマイドなどが購入時に店舗特典として付属。

## ジョーカーの国のアリス〜Wonderful Wonder World〜
前作の『ジョーカーの国のアリス〜Wonderful Wonder World〜』についてもこちらに掲載する。

### ストーリー（ジョーカーの国）
『ジョーカー』での主人公は、『ハート』で残った世界にて『クローバー』の引っ越しを経験し、クローバーの国に定住していた。そこへ突然到来した“エイプリル・シーズン”により、『ハート』と『クローバー』の領地やキャラクターが混在し、“サーカス”の団長―ジョーカーが治める“ジョーカーの国”へと変化する。住人全員とある程度親しいものの、特定の誰かとの恋愛には発展していないという『クローバー』的な設定から始まる物語は、四季の移ろいやジョーカーの存在、あやふやな記憶で主人公を翻弄していく。

### 登場人物（ジョーカーの国）
詳細は、ハートの国のアリス〜Wonderful Wonder World〜#登場人物を参照。

### 主題歌（ジョーカーの国）
- オープニングテーマ「Wonderful Wonder World 〜joker〜」　歌 - ヒサノ
- エンディングテーマ「Stray Child」　歌 - ソラリズム、「知らない街とトランクの中身」　歌 - QuinRose、「くるくる回る」　歌 - ヒサノ

### 関連書籍（ジョーカーの国）

#### 漫画（ジョーカーの国）
藤丸豆ノ介作画　一迅社発行（月刊コミックZERO-SUMにて連載）
- ジョーカーの国のアリス〜サーカスと嘘つきゲーム〜

1. ISBN：978-4758056298（2011年8月25日）
2. ISBN：978-4758056700（2012年2月25日）
3. ISBN：978-4758057226 (2012年6月25日)
4. ISBN：978-4758057547（2012年12月25日）
5. ISBN：978-4758058018（2013年3月25日）
6. ISBN：978-4758058438（2013年7月25日）
7. ISBN：978-4758058940（2014年2月25日）

##### アンソロジーコミック（ジョーカーの国）
よぶ作画
- ジョーカーの国のアリス

1. 〜夜明け前にみる夢〜　ISBN：978-4758055352（2010年7月24日）
2. 〜真昼にみる夢〜　ISBN：978-4-758055703（2010年12月25日）
3. 〜真夜中におちる夢〜　ISBN：978-4758056199（2010年6月25日）

#### 小説（ジョーカーの国）
魚住ユキコ著 講談社X文庫ホワイトハート発行
- ジョーカーの国のアリス 〜Mask of the Circus〜　ISBN：978-4062866453（2010年6月4日）
- ジョーカーの国のアリス 〜Sugary Love Stories〜　ISBN：978-4062866552（2010年9月3日）
- ジョーカーの国のアリス 〜My Honey Children〜　ISBN：978-4062866712（2011年3月4日）
- ジョーカーの国のアリス 〜Romantic Second Love〜　ISBN：978-4062867139（2012年3月2日）

白川紗奈著 文月ナナ作画　一迅社文庫アイリス発行
- ジョーカーの国のアリス 〜シーズン・オブ・ローズ〜　ISBN：978-4758041997（2010年12月18日　※限定版はドラマCD付き）

#### その他（ジョーカーの国）
宙出版発行
- Wonderful Wonder Book　Alice Archives　RedCover ハート&クローバー&ジョーカーの国のアリス 公式副読本　ISBN：978-4776795643（2010年2月10日）
- Wonderful Wonder Book　Alice Archives　Greencover 〜ハート&クローバー&ジョーカーの国のアリス SS&イラスト集〜　ISBN：978-4776795681（2010年5月10日）